# دولار جزر كايمان
دولار جزر كايمان (بالإنجليزية: Cayman Islands Dollar) (رمز أيزو 4217: KYD) هي العملة المستخدة في جزر كايمان.